# Megaloastia
Megaloastia Zabka, 1995 è un genere di ragni appartenente alla famiglia Salticidae.

## Etimologia
Il nome è composto dall'aggettivo greco μέγας, μεγάλη, μέγα, mègas, megàle, mèga, che significa grande e dal genere Astia, appartenente alla medesima tribù

## Distribuzione
L'unica specie nota di questo genere è stata rinvenuta in Australia occidentale.

## Tassonomia
A maggio 2010, si compone di una specie:
- Megaloastia mainae Zabka, 1995[2] — Australia occidentale